# Коронавирус человека HKU1
Коронавирус человека HKU1 (англ. Human coronavirus HKU1) — вид вирусов из семейства коронавирусов (Coronaviridae). Он вызывает заболевание верхних дыхательных путей человека с симптомами простуды, но может прогрессировать до пневмонии и бронхиолита. Впервые был обнаружен в январе 2004 года у одного человека в Гонконге. Последующие исследования показали, что вирус имеет глобальное распространение и более раннее происхождение.
Коронавирус человека HKU1 представляет собой оболочечный одноцепочечный (+)РНК-вирус, который проникает в клетку-хозяина путём связывания с рецептором N-ацетил-9-O-ацетилнейраминовой кислоты. Имеет ген гемагглютининэстеразы, по которому он классифицирован в подрод Embecovirus рода Betacoronavirus.